# Гвасалия, Русудан Кирилловна
Русудан Кирилловна Гвасалия (груз. რუსუდან გვასალია, начиная с 1990-х гг. известна также как Дана Гвасалия (нем. Dana Gwasalia), Гвасалия-Шварцман (нем. Gwasalia-Schwarzmann) и наконец Дана Штрауб (нем. Dana Straub), по фамилии мужа, фаготиста Бернхарда Штрауба; род. 27 сентября 1953, Тбилиси) — грузинская скрипачка. Заслуженная артистка Грузинской ССР (1979).
Окончила Тбилисскую центральную музыкальную школу (1969) по классу Левана Шиукашвили и Московскую консерваторию (1974) по классу Давида Ойстраха), затем аспирантуру Московской консерватории (1977) под руководством Валерия Климова, с 1979 года преподаватель-ассистент в классе Климова.
В 1973 году стала победительницей Международного конкурса имени Лонг и Тибо в Париже. В 1974 году на пятом Международном конкурсе имени Чайковского разделила второе место с Юджином Фодором и Рубеном Агароняном (первая премия не присуждалась).
В 1980 г. выпустила пластинку с сонатой для скрипки и фортепиано Кароля Шимановского, пьесами Александра Заржицкого, Фрица Крейслера и Сулхана Цинцадзе.
На рубеже 1980—1990-х гг. постепенно перебралась в Германию. Пробовала себя как дирижёр камерного оркестра, как альтистка, как пианист-аккомпаниатор. С 1993 г. преподаёт в музыкальной школе в Шпайере.